# Arhopala rama
Arhopala rama, tên khoa học là dark Himalayan oakblue, (đôi khi được đặt ở Amblypodia) là một loài bướm ngày được tìm thấy ở Ấn Độ, bán đảo Đông Dương, Trung Quốc và Nhật Bản thuộc họ Lycaenidae.

## Phạm vi ở Ấn Độ
Loài bướm này xuất hiện trên dãy Himalaya của Ấn Độ từ Kashmir đến Sikkim và từ Manipur đến Dawnas.

## Tình trạng
Loài này phổ biến ở dãy Himalaya, nhưng không hiếm ở những nơi khác.

## Trích dẫn
1. ↑  Beccaloni G.; Scoble M.; Kitching I.; Simonsen T.; Robinson G.; Pitkin B.; Hine A.; Lyal C., biên tập (2003). "Amblypodia rama". The Global Lepidoptera Names Index. Bảo tàng Lịch sử Tự nhiên, London.
2. 1 2  Evans, W.H. (1932). The Identification of Indian Butterflies (ấn bản thứ 2). Mumbai, India: Bombay Natural History Society. tr. 266, ser no H49.51.